# Асоціація футболу інвалідів України
Асоціація футболу інвалідів України (АФІУ) — громадська організація, заснована 16 червня 1992 року. Одним із пріоритетних напрямків розвитку масового футболу в діяльності Федерації футболу України є популяризація цього виду спорту серед людей з обмеженими фізичними можливостями, залучення їх до участі у спортивних змаганнях, міжнародних турнірах, що сприяє їх більш широкій інтеграції у повноцінне суспільне життя. Саме для розв'язання цих питань у 1992 році була заснована Асоціація футболу інвалідів України, яка є колективним членом Федерації футболу України та здійснює свою діяльність серед спортсменів з обмеженими фізичними можливостями по шести нозологіям: з вадами слуху, зору, опорно-рухомого апарату, з психоневрологічними захворюваннями загального захворювання інвалідів — ампутантів. Також заявку на вступ подали та прийняті до складу АФІУ на правах тимчасового членства Спортивна федерація діабетиків України. 

## Колективні органи
- СК «ПРОМЕТЕЙ» (особи з порушенням опорно-рухового апарату)
- ФЕДЕРАЦІЯ ФУТБОЛУ ІНВАЛІДІВ — АМПУТАНТІВ
- СК «СПОРТ» (особи з порушенням опорно-рухового апарату)
- ФЕДЕРАЦІЯ «СПЕШЛ ОЛІМПІК» (особи з вадами розумового відхилення)
- СК «КОНКОРДІЯ» (особи з вадами зору)

## Досягнення наших спортсменів
- 2004 Чемпіони Паралімпійських ігор серед ДЦП
- 2006 Чемпіони Європи серед ДЦП
- 2007 Чемпіони світу серед ДЦП
- 2007 Чемпіони Олімпійських ігор «Special Olimpics»
- 2008 Срібні призери  Паралімпійських ігор серед ДЦП
- 2008 Бронзові призери Чемпіонату світу та Європи  серед людей з ампутацією
- 2009 Чемпіони Європи з вадами зору
- 2009 Чемпіони Дефлімпійських ігор
- 2010 Чемпіони світу з футзалу з вадами слуху
- 2011 Срібні призери Чемпіонату світу з футзалу з вадами слуху
- 2011 Чемпіони Олімпійських ігор «Special Olimpics»
- 2011 Чемпіони Європи з вадами слуху
- 2014 Чемпіони Європи з футзалу з вадами слуху
- 2014 Чемпіони «Special Olimpics» серед жінок
- 2015 Срібні призери Чемпіонату світу серед ДЦП
- 2015 Бронзові призери Чемпіонату Європи з вадами слуху
- 2015 Переможці фінального турніру  «Seni Cup»  серед людей з інвалідністю із ПНЗ
- 2017 Збірна України з футзалу серед гравців з вадами зору стала чемпіоном світу
- 2017 Чоловіча дефлімпійська збірна України з футболу срібні призери XXIII Дефлімпійських ігор у Самсуні (Туреччина)
- 2017 Чоловіча збірна України серед гравців з наслідками ДЦП стала чемпіоном світу

## Контакти
- Адреса місцезнаходження: Україна, 01133, м. Київ, пров. Лабораторний, 7а